# كاماكاري
كاماكاري هي بلدية في البرازيل، تتبع باهيا، بلغ عدد سكانها 161٬727  نسمة، في 2000، تبلغ مساحتها 784٫658 كيلومتر مربع.

## الموقع
تشترك في الحدود مع:
- لاورو دي فريتاس
- دياس دي افيلا.

## أعلام
- فابيو كوستا
- أنسلمو رامون
- خايرو نيتو
- فابيانو سانتاكروتشي
- لينس ليما دي بريتو